# Tese das três direitas francesas

Les Droites en France (1954), obra em que René Rémond apresenta o conceito da "tese das três direitas francesas".

A tese das três direitas francesas é um conceito estabelecido pelo historiador René Rémond e que analisa as origens da direita na política francesa.

## Obra
A obra de Rémond, Les Droites en France (1954), é composta por dezesseis capítulos, que podem ser agrupados em três partes:
1. Rémond tenta primeiro definir a direita e as três correntes que a compõem (capítulos I a V).
2. Em seguida, ele mostra a evolução que a direita sofreu e as dificuldades que encontrou entre a queda do Segundo Império Francês, em 1871, e a Segunda Guerra Mundial (capítulos VI a XI).
3. Finalmente, a obra analisa o renascimento moderno da direita francesa, em particular a partir da Terceira República Francesa (capítulos XII a XVI).

## Conceito

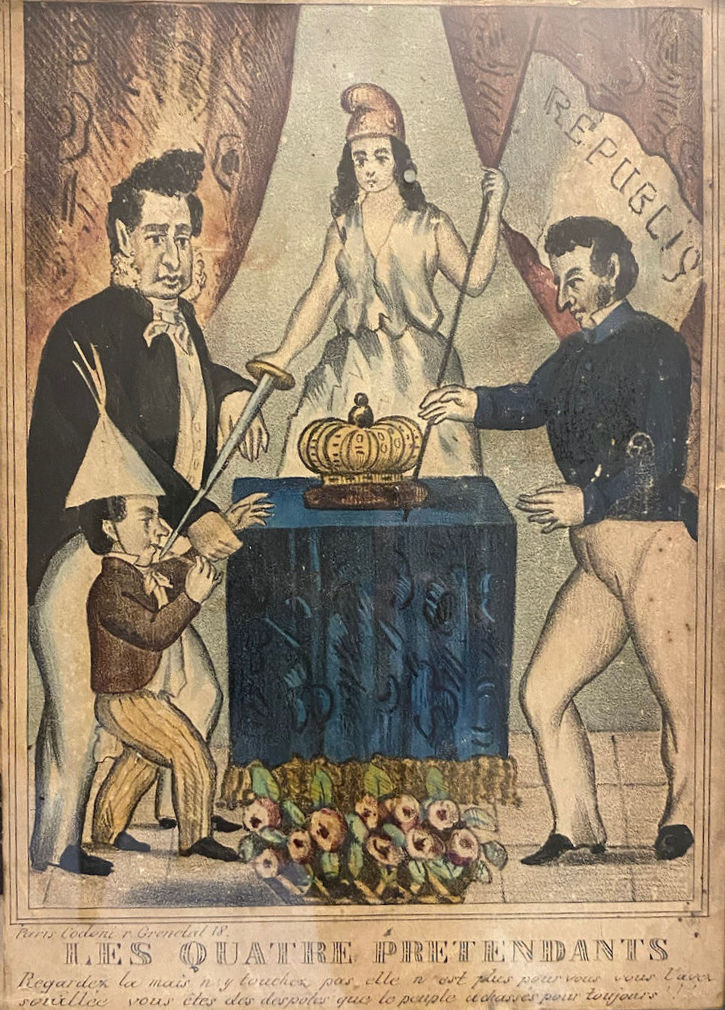
Charge de 1870 representando o conflito entre os republicanos (esquerda) e os grupos monarquistas (direita) na França.

René Rémond desenvolve a sua demonstração em torno de três eixos. Por um lado, ele afirma que a dualidade direita/esquerda estrutura a vida política na França, o que foi contestado na época da primeira publicação de sua obra, em 1954, uma vez que direita e esquerda estavam então divididas e os governos no poder baseavam-se em amplas maiorias parlamentares, abrangendo todos os espectros políticos. Por outro lado, Rémond apresenta uma tese inovadora, segundo a qual não existe uma única direita na política francesa, mas três, resultantes dos conflitos da Revolução Francesa: a direita legitimista (contra-revolucionária), a direita orleanista (liberal) e a direita bonapartista (cesarista). Ao longo de sua obra, o historiador busca encontrar em cada corrente da direita francesa a essência destas três ideologias, e analisa sucessivamente os vários representantes da direita para detectar a herança do legitimismo, do orleanismo e do bonapartismo. No seu terceiro eixo, o seu estudo destaca uma continuidade, uma ligação entre as diversas expressões de cada uma destas tendências no interior da direita desde o início do século XIX. Assim, o regime de Vichy está essencialmente ligado à direita contra-revolucionária; Antoine Pinay ou Valéry Giscard d'Estaing vêm da linhagem orleanista e o gaullismo vem do bonapartismo.
A "tese das três direitas francesas" estabelece, assim, três correntes distintas presentes na direita política francesa. De forma mais detalhada, são elas:
- Legitimismo: Herdeiro do ultra-realismo, é o primeiro deles, surge durante a Revolução Francesa, à qual se opõe. É uma corrente reacionária, que contesta os princípios de 1789 e que só está no poder de 1815 a 1830, no período da Restauração Francesa. Fecha-se então na oposição, da qual só emerge por ocasião de algumas coligações conservadoras.
- Orleanismo: Embora também monárquico, reconhece a Revolução Francesa e abraça plenamente a sua herança liberal e parlamentar, mas durante muito tempo preferiu o sufrágio censitário ao sufrágio universal. No entanto, é necessário distinguir o orleanismo no poder (o de Luís Filipe I), por vezes autoritário, e o orleanismo na oposição, mais liberal.
- Bonapartismo: Destaca particularmente a pessoa do soberano, o exercício solitário e autoritário do poder. É também marcado pelo desprezo pelas hierarquias naturais e pela procura permanente do apoio das massas populares, nomeadamente através da prática do plebiscito. O bonapartismo, tal como foi praticado em particular por Napoleão III, reconhece o sufrágio universal, mesmo que desconfie dos partidos políticos e do parlamentarismo.

### Terceira República Francesa

Símbolo da Action Française, um dos representantes modernos da direita francesa.

A Terceira República Francesa (1871-1940) é considerada um dos principais ambientes de embate dessas três correntes da direita francesa, embora o campo progressista (republicano) tenha se tornado hegemônico no decorrer do novo regime.
René Rémond distingue primeiro as várias coligações. A primeira reuniu as três tendências de direita de 1871 a 1879, mas as duas tradições monárquicas, legitimista e orleanista, não conseguiram chegar a um acordo, impossibilitando assim qualquer restauração da monarquia francesa. O bonapartismo, por sua vez, afirmou-se verdadeiramente como uma força própria, capaz de sobreviver às ambições pessoais daqueles que o simbolizaram e à condenação provocada pela queda do Segundo Império Francês.
Depois teremos que esperar vinte anos para que apareça uma nova coligação de direita, mas os rótulos e os programas políticos são novos, os monarquistas mal se atrevem a aparecer como tais e os bonapartistas desapareceram. Na verdade, a influência destes três movimentos é encontrada no nacionalismo em diferentes formas. O nacionalismo ofereceu um programa e selou a segunda coligação, a dos anti-Dreyfusistas, que permaneceu heterogênea e ligada unicamente por sua oposição à República. Pouco a pouco, com Raymond Poincaré, o liberalismo econômico e a ortodoxia financeira tornaram-se princípios unificadores contra a esquerda.
A Action Française e o "maurrassismo" exerceram uma influência considerável durante vários anos e pareceram durante algum tempo alcançar a síntese das tradições: o nacionalismo da Action Française era monarquista e antidemocrático, por isso era herdeiro do legitimismo; mas tal como o bonapartismo, esta corrente celebrava o papel do líder. Rémond até encontra um parentesco entre o orleanismo e o maurrassismo, que compartilham certas fontes comuns.
Por fim, Rémond analisa a tentação fascista e o regime de Vichy: o regime foi parcialmente inspirado pelo maurrassismo, mas recusou a monarquia e praticou o centralismo, e seus apoiadores provinham de quase todas as famílias políticas da França. Contrariamente a uma tradição historiográfica que afirma que os grupos reacionários que prosperaram na década de 1930 eram apenas uma variante francesa do fascismo internacional, René Rémond prefere analisá-los à luz da tradição da direita francesa. Ele os torna mais herdeiros do boulangismo, isto é, de um certo bonapartismo, do que precursores de uma quarta direita de essência fascista. Segundo ele, com raras exceções, não podemos falar de um verdadeiro fascismo na França. Esta questão do “fascismo francês” é objeto de uma das mais importantes controvérsias históricas da segunda metade do século XX e opõe historiadores franceses como Rémond, que relativizam o alcance do fascismo na França e sublinham a singularidade ditatorial e reacionária do regime de Vichy, a outros pesquisadores para quem a ideologia fascista nasceu na França, a partir do encontro ocorrido pouco antes da Primeira Guerra Mundial de um nacionalismo anti-republicano e um sindicalismo revolucionário.

## Críticas
Pela sua natureza muito conceitual, a obra de René Rémond distingue-se das obras clássicas da história política. Deste ponto de vista, aproxima-se da ciência política e não é sem dúvida por acaso que as principais críticas da obra na imprensa da época foram assumidas por sociólogos e cientistas políticos e não apenas por historiadores. Contudo, segundo críticos, a obra teve também a vantagem de afirmar a autonomia histórica da política, num momento em que o campo político se fazia reflexo do campo econômico e social nas Ciências Humanas.
No entanto, ela não foi poupada das críticas. A principal delas diz respeito ao número de correntes de direitas na França: muitos historiadores sublinharam que as mudanças políticas, econômicas e sociais que caracterizaram a França a partir da década de 1880 permitiram, com os movimentos de massa, o surgimento de uma quarta direita, nacionalista, antissemita e xenófoba. O historiador Denis Pelletier acredita que “as categorias propostas por René Rémond – direita legitimista, direita orleanista e direita bonapartista – já não funcionam desde a década de 1970”, nomeadamente porque “as questões de gênero modificaram profundamente as questões políticas na França”.
Muitos historiadores também criticaram a própria ideia de ver a história política através das tradições, mantendo uma certa continuidade. Tal teoria sobrevalorizaria assim as continuidades trans-históricas e subestimaria o impacto do contexto. Ao agrupar correntes de diferentes períodos sob a mesma tradição, corremos o risco de anacronismo, portanto, compreendemos mal as especificidades de cada época e subestimamos a evolução política. Assim, o livro careceria, segundo esses críticos, de historicidade e tenderia a considerar as três tradições como imutáveis, distanciando-as de observações concretas.